# Asisat Oshoala
Asisat Oshoala, née le 9 octobre 1994, est une footballeuse nigériane jouant en équipe nationale, et en club au Nigeria puis en Europe, en Asie et aux États-Unis.
Elle a été désignée en 2014 meilleure joueuse de la coupe du monde féminine de football des moins de 20 ans. La même année, elle a été également la meilleure joueuse et deuxième meilleure buteuse de l’équipe du Nigeria féminine de football au championnat d'Afrique de football féminin.
En 2016, elle a terminé en tête du classement des buteuses lors de la coupe d'Afrique des nations.
Le 16 mai 2021, Asisat Oshoala a disputé sa deuxième finale de Ligue des champions avec le FC Barcelone, après celle de 2019. Elle entra en jeu au cours des 20 dernières minutes et son équipe l'emporta 4-0 contre Chelsea, faisant d'elle la toute première footballeuse africaine à remporter une Ligue des champions féminine de l'UEFA.

## Biographie
Asisat Oshoala passe par deux clubs nigérians, le FC Robo, à Lagos, et le Rivers Angels FC à Port Harcourt. Le Rivers Angels FC termine l’année 2014 en tête du championnat du Nigeria de football féminin et elle est sacrée joueuse africaine de l’année. Elle rejoint l’Angleterre en janvier 2015 au sein du Liverpool Ladies Football Club,. Blessée au genou, elle est absente du terrain deux mois, alors que le club traverse une saison difficile.
En janvier 2016, le club de Liverpool signale qu'une offre de transfert de l’Arsenal Ladies Football Club utilise la clause de libération existante dans le contrat de la joueuse et qu’elle est en train de conclure les discussions pour rejoindre le club londonien. Le 10 février 2017, c’est au tour d’un club chinois, le Dalian Quanjian FC de signer avec elle,.
Sélectionnée dans l'équipe nationale féminine du Nigeria avec une capacité à une certaine polyvalence, milieu de terrain et attaquante notamment, elle y est surnommée «Seedorf», du nom du footballeur masculin Clarence Seedorf et reçoit aussi le sobriquet de «Superzee» de ses coéquipières ,.
En 2014, elle est désignée meilleure joueuse et meilleure buteuse avec sept buts de la coupe du monde féminine de football des moins de 20 ans. Elle est également désignée meilleure joueuse et deuxième meilleure buteuse avec l’équipe du Nigeria féminine de football au championnat d'Afrique de football féminin 2014.
En septembre 2014, elle est décorée en tant que membre de l'Ordre du Nigeria par le président nigérian Goodluck Jonathan.
Le 6 juin 2015, à Winnipeg, au Canada, lors de la coupe du monde féminine de football 2015, elle marque un but contre la Suède. Pour autant, l’équipe du Nigeria n’arrive pas à s’extraire de son groupe  pour participer aux huitièmes de finale.
En 2016, elle termine en tête du classement des buteuses lors de la coupe d'Afrique des nations féminine de football 2016, remportée par son équipe.
Elle remporte à nouveau avec la sélection nationale nigériane la Coupe d'Afrique des nations féminine de football 2018.
En janvier 2019, elle rejoint le FC Barcelone avec qui elle signe un contrat jusqu'en 2022. En mai 2019, elle devient la première joueuse africaine à  marquer en finale de la Ligue des champions : c'est aussi le seul but du Barça contre l'Olympique lyonnais dans cette finale gagnée par l'Olympique lyonnais,.
Elle fait partie des 23 joueuses retenues afin de participer à la Coupe du monde 2019 organisée en France,. Elle marque le second but du Nigeria contre la Corée du Sud, en prenant de vitesse toute la défense coréenne,.
Star en Afrique, considérée comme la meilleure joueuse du continent, elle a ouvert une académie de football à Lagos,.
Après six années passées au club catalan, elle rejoint en février 2024 le Bay Football Club en National Women's Soccer League, aux États-Unis.

## Palmarès

### Palmarès en sélection
- Avec l'équipe du Nigeria féminine de football
  - Vainqueur de la Coupe d'Afrique des nations en 2014, 2016, 2018 et 2024
- Avec l'équipe du Nigeria féminine de football des moins de 20 ans
  - Finaliste de la Coupe du monde des moins de 20 ans en 2014

### Palmarès en club
- Avec les Rivers Angels
  - Championne du Nigeria en 2014
  - Vainqueur de la Coupe du Nigeria en 2013 et en 2014

- Avec Arsenal
  - Vainqueur de la Coupe d'Angleterre féminine de football en 2016

- Avec le Dalian Quanjian FC
  - Championne de Chine en 2017

- Avec le FC Barcelone
  - Championne d'Espagne en 2020, 2021, 2022, 2023 et 2024
  - Vainqueur de la Coupe d'Espagne en 2020, 2021 et 2022
  - Vainqueur de la Supercoupe d'Espagne en 2020, 2022, 2023 et 2024
  - Vainqueur de la Ligue des champions en 2021, 2023 et 2024
  - Finaliste de la Ligue des champions en 2019 et en 2022

### Distinctions individuelles
- Footballeuse africaine de l'année en 2014[18], 2016[19], 2017[20] , 2019[21] , 2022[22]et 2023[23]
- Prix BBC de la footballeuse de l'année en 2015[24]
- Prix Queen of The Pitch en 2014[25]
- Footballeuse espoir africaine de l'année en 2014[18]
- Meilleure joueuse du Championnat d'Afrique en 2014[26]
- Meilleure joueuse de la Coupe du monde des moins de 20 ans en 2014
- Soulier d'or de la Coupe du monde des moins de 20 ans en 2014
- Meilleure buteuse du Championnat de Chine en 2017